# ژاک بالوتن
ژاک بالوتَن (فرانسوی: Jacques Balutin‎؛ زادهٔ ۲۹ ژوئن ۱۹۳۶) بازیگر و صداپیشه اهل فرانسه است.
از فیلم‌ها یا برنامه‌های تلویزیونی که وی در آن نقش داشته‌است می‌توان به تازه چه خبر پوسی‌کت؟، مغز، چه کسی در حال کشتن سرآشپزهای بزرگ اروپا است؟، تن‌تن و معبد خورشید، تن‌تن و دریاچه کوسه‌ها، قفسی برای دیوانگان و گلوله برفی اشاره کرد.